# 1133
1133 (MCXXXIII) je bilo navadno leto, ki se je po julijanskem koledarju začelo na nedeljo.

## Dogodki

### Evropa
- marec - Nemški kralj Lotar III. Supplinburški osvoji Rim, ne pa tudi Vatikanskega griča, kjer se s privrženci nahaja drugi papež Anaklet II.. V tem času slednjemu podporo izrazita zgolj sicilski kralj Roger II. in akvitanski vojvoda Vilijem X. ter seveda mesto Rim.
- 4. junij - Papež Inocenc II. krona v Rimu, natančneje v Lateranski palači, nemškega kralja Lotarja III. za rimsko-nemškega cesarja. Ko cesar zapusti Rim, se za njim v ponovno begunstvo odpravi Inocenc II. 1136 ↔
- Rekonkvista: barcelonski grof Rajmond Berengar IV. se poda na plenilski pohod po muslimanski Andaluziji. Prodre vse do Cádiza na obali Atlantika.↓
- → Aragonski kralj Alfonz I. zavzame muslimansko Mequinenzo.
- Papež Inocenc II. prizna posest Pise čez celotno Sardinijo in polovico Korzike.
- Dokončana je Durhamska katedrala, severna Anglija.
- Začetek gradnje Exeterske katedrale, grofija Devon, Anglija.
- Valižanski pisec Geoffrey iz Monmoutha dokonča s histografskim delom »Zgodovina britanskih kraljev« (Historia Regum Britanniae), ki je uživalo veliko popularnost med bralci srednjega veka, vendar ga je novoveška zgodovina večinoma ovrgla. Delo vsebuje legendo o kralju Arturju.

### Kitajska
- 1133-35: Kitajski general Yue Fei, dinastija Južni Song, uspešno ubrani neodvisnost Songa pred severno dinastijo Jin.

## Rojstva
- 5. marec - Henrik II., angleški kralj († 1189)
- Honen, japonski amitabha budist († 1212)
- Judita Švabska, deželna grofinja Turingije († 1191)
- Sigurd II., norveški kralj († 1155)
- Štefan IV., ogrski kralj († 1165)
- Thorlak Thorhallsson, islandski svetnik, škof Skalholta († 1193)

## Smrti
- 19. februar - Irena Dukas, bizantinska cesarica (* 1066)
- 18. december - Hildebert iz Lavardina, francoski nadškof in pesnik (* 1055)
- Sæmundr fróði, islandski duhovnik in pisec (* 1056)